# Alberto Elli
Alberto Elli, född den 9 mars 1964 i Giussano, är en italiensk före detta landsvägscyklist som var professionell från 1987 till 2002. Bland hans främsta meriter återfinns två totalsegrar i Tour de Luxembourg (1996 och 2000), samt en vardera i GP du Midi Libre (1997) och Vuelta a Murcia (1998). På endagsloppens sida märks segrar i Trofeo Matteotti (1993) Milano-Vignola (1993) och Grand Prix de Wallonie (2000), samt en andraplats i Milano–Sanremo (1997).
Vid en räd under Giro d'Italia 2001 fann polisen otillåtna substanser i Ellis hotellrum., vilket ledde till en sexmånaders avstängning utdömd av det italienska cykelförbundet. 2005 dömdes han sedan även till 4 000 euro i böter och sex månaders villkorligt fängelsestraff av en domstol i San Remo för själva lagbrottet.
Efter karriären arbetade Elli som sportdirektör för olika stall från 2005 till 2015.

## Meriter
| 1987 2:a i linjelopp vid Italienska mästerskapen 2:a i Coppa Agostoni 9:a totalt i Giro del Trentino 1988 5:a i GP Industria & Artigianato 1990 3:a i Tour du Haut Var 3:a i Giro della Provincia di Reggio Calabria 4:a i Giro di Toscana 1992 Vinnare totalt av Hofbräu Cup Vinnare av etapp 2 Vinnare av etapp 4 i Tour de Luxembourg 2:a i Giro del Veneto 3:a i Coppa Bernocchi 4:a i Gran Premio Città di Camaiore 5:a i Trofeo Matteotti 9:a i Coppa Agostoni 10:a i Giro di Romagna 1993 Vinnare av Trofeo Matteotti Vinnare av Milano–Vignola 5:a totalt i Hofbräu Cup 5:a totalt i Tour de Luxembourg 5:a i Coppa Agostoni 6:a totalt i Tirreno–Adriatico 6:a totalt i Settimana Internazionale Coppi e Bartali 6:a i Giro di Romagna 7:a i Giro dell'Emilia 7:a i Tre Valli Varesine 8:a i Züri Metzgete | 1994 4:a totalt i Tirreno–Adriatico 4:a totalt i Critérium International 5:a totalt i Settimana Internazionale Coppi e Bartali Vinnare av etapp 6 7:a totalt i Tour de France 7:a i Giro di Romagna 7:a i Trofeo Matteotti 7:a i Gran Premio Città di Camaiore 9:a i GP Industria & Commercio di Prato 10:a i Liège–Bastogne–Liège 10:a i Giro dell'Emilia 10:a i Giro dell'Appennino 1995 Vinnare av Criterium d'Abruzzo 3:a i Giro di Toscana 3:a i Wincanton Classic 4:a totalt i Euskal Bizikleta Vinnare av etapperna 1 & 3 6:a i Amstel Gold Race 6:a i Giro dell'Appennino 8:a i Giro di Romagna 8:a i GP Industria & Commercio di Prato 10:a i Gran Premio Città di Camaiore 1996 Vinnare totalt av Tour de Luxembourg Vinnare av etapp 1 Vinnare av Gran Premio Città di Camaiore Vinnare av etapp 4a i Euskal Bizikleta 2:a i Trofeo Matteotti 2:a i Coppa Agostoni 5:a i Giro di Romagna 6:a totalt i Tour de Suisse 7:a i Giro del Piemonte 9:a i Coppa Sabatini 10:a i Coppa Placci | 1997 Vinnare totalt av Grand Prix du Midi Libre 2:a totalt i Tour de Luxembourg 2:a i Milano–Sanremo 3:a totalt i Tour de Langkawi 5:a i Tre Valli Varesine 8:a i Züri Metzgete 1998 Vinnare totalt av Vuelta a Murcia Vinnare av etapperna 3 och 5 Vinnare av etapp 5 i Baskien runt 2:a totalt i Étoile de Bessèges 2:a i Coppa Bernocchi 3:a i La Flèche Wallonne 3:a i linjelopp vid Italienska mästerskapen 4:a i Giro dell'Emilia 4:a i Gran Premio Bruno Beghelli 5:a totalt i Volta a Catalunya 6:a i Giro della Provincia di Reggio Calabria 7:a totalt i Tour de Luxembourg 8:a totalt i Route du Sud 9:a i Amstel Gold Race 10:a i Milano–Sanremo 1999 2:a totalt i Vuelta a Castilla y León 2:a i Coppa Agostoni 3:a i linjelopp vid Italienska mästerskapen 4:a i GP Ouest-France 7:a totalt i Tour de Luxembourg 2000 Vinnare totalt av Tour de Luxembourg Vinnare av Grand Prix de Wallonie 4:a totalt i Vuelta a Murcia Vinnare av poängtävlingen 2001 2:a i GP du canton d'Argovie |